# Hamlet Hermann
Hamlet Alberto Hermann Pérez (Santo Domingo, 5 d'octubre de 1934-ibídem, 19 de gener de 2016) va ser un catedràtic, escriptor i guerriller revolucionari dominicà, que va participar en la Guerra Civil Dominicana i en les guerrilles revolucionàries que van lluitar en contra del règim repressiu de Joaquín Balaguer. Va ser membre del Moviment Revolucionari 14 de Juny. Va fundar l'Autoritat Metropolitana del Transport (AMET).

## Biografia
Va néixer a Santo Domingo el 5 d'octubre de 1934, fill de l'argentí José Dard Hermann Consonni (La Plata, 21 de juliol de 1895-Santo Domingo, 30 de desembre de 1958), d'ascendència alemanya i italiana, i de la dominicana Ofelia Pérez Peña. Va estar casat amb Carmen Rita Morera, amb qui va engendrar quatre fills: Robert, Hamlet, Rita Amelia, i Sara Dilia Hermann Morera; també va engendrar a Freddy Alejandro, María Milagros i Milagros María Hermann Cartagena. La seva última esposa va ser Ana María Pellerano.
En la seva joventut Hermann va destacar com a esportista. Es va graduar en enginyeria civil en la Universitat de Santo Domingo el 1957, i va ser professor en la Facultat d'Economia de la mateixa universitat de 1966 a 1987, a més va fundar el Departament d'Educació Física de la universitat prevalguda d'Amèrica, aconseguint que l'esport anés considerat una assignatura optativa en aquesta acadèmia. Va exercir d'enginyer estructural a Chicago (Estats Units) de 1960 a 1963. El 1963 va ser secretari d'Estat durant la breu presidència de Juan Bosch. Va dirigir el Departament d'Energia de 1964 a 1966. Va participar el 1973 de la invasió i guerrilla liderada per l'expresident Francisco Alberto Caamaño; va ser capturat i enviat a l'exili. Va ser director de la Dirección Provincial de Microbrigadas de la província cubana de l'Havana de 1974 a 1978. El 1979 Hermann va tornar de l'exili. Durant la primera presidència de Leonel Fernández (1996-2000) va ser secretari d'Estat i va fundar el 1997 l'Autoritat Metropolitana del Transport (AMET). En 2002 va ser candidat a alcalde del Districte Nacional pel Movimiento Independencia, Unidad y Cambio (MIUCA; actualment "Frente Amplio"). En 2010 als Estats Units se li va negar el visat a Hermann per estar en la llista negra del Departament d'Estat i del Departament de Seguretat Nacional.
Va ser vicepresident del Comitè Olímpic Dominicà (COD), president de la Federació Dominicana de Beisbol Amateur (FEDOBA), i membre del Comitè Permanent del Pavelló de la Fama de l'Esport Dominicà.

### Mort
El 19 de gener de 2016 Hermann es trobava manejant en l'avinguda George Washington, a Santo Domingo, quan va sentir un dolor en el pit, va detenir el seu vehicle prop d'un restaurant a la zona i va demanar auxili. Va ser assistit per unitats de l'AMET i del Sistema d'Atenció a Emergències 911 i va ser traslladat a un centre mèdic, on va arribar mort, víctima d'un aneurisma.
El govern dominicà va decretar un dia de dol nacional pel seu decés.

## Obres
Va ser autor de nombrosos llibres:
- 1979 — De héroes, de pueblos
- 1980 — Caracoles; la guerrilla de Caamaño
- 1981 — Recursos
- 1983 — Francis Caamaño
- 1984 — C. P. A. EN R. D.
- 1989 — El guerrillero y el general
- 1998 — Un ala del pájaro
- 2001 — Para vencer el caos
- 2006 — Con las riendas tensas 2006
- 2007 — Transición "Made in Usa"
- 2008 — El fiero: Eberto Lanane José
- 2009 — Eslabón perdido; Gobierno provisional 1965-1966
- 2011 — Caamaño en Europa (1966-1967)
- 2013 — Caamaño, biografía de una época
- 2014 — Fidel Trujillo, Usa 1958-1961